# Keren Woodward
Keren Jane Woodward (2 de abril de 1961) es una cantante y compositora de pop inglesa que fundó, junto con Sarah Dallin y Siobhan Fahey, el grupo femenino británico Bananarama. 

## Trayectoria
Woodward formó Bananarama con Dallin y Fahey, y lanzó su primera canción "Aie a Mwana" en 1981. A continuación, obtuvieron una serie de éxitos en el Reino Unido y alcanzaron el primer puesto en las listas estadounidenses en 1986 con "Venus".
En 1986, Bananrama alcanzó el número uno en el Billboard Hot 100 de Estados Unidos con su versión de "Venus". Woodward y Sarah Dallin permanecieron como miembros constantes del grupo durante más de 40 años, desde 1979. Fahey dejó la banda en 1988, para ser sustituida por Jacquie O'Sullivan, que la abandonó en 1991.
Woodward y Dallin actuaron como dúo desde 1991 hasta 2017. Se reunieron brevemente con Fahey en abril de 2017 y recibieron el Premio Icono en los Premios Glamour en junio de 2017. El trío realizó una gira por el Reino Unido en noviembre y diciembre de 2017 y por Norteamérica en febrero de 2018. Realizaron sus últimas fechas como trío en agosto de 2018.